# Айдарбеков, Серик Кенганович
Серик Кенганович Айдарбеков (4 июня 1975 года) — казахстанский политический деятель.

## Биография
Родился 4 июня 1975 года в городе Жанаозен Мангистауской области.

### Образование
В 1996 году окончил с отличием факультет экономики и социологии Казахского государственного университета им. аль-Фараби. Присуждена степень бакалавр экономики.
В 1998 году окончил магистратуру Казахского государственного университета им. аль-Фараби, присуждена степень магистр экономики.
В 1999 году окончил обучение в Высшей школе имени Э. Маттея (г. Милан).
В 2004 окончил Казахский национальный технический университет имени К. И. Сатпаева по специальности «горный инженер-нефтяник».

### Трудовая деятельность
09.1996-04.1997. Ведущий специалист Департамента инвестиционной политики Министерства нефтяной и газовой промышленности Республики Казахстан.
04.1997-09.1999. Аналитик, старший аналитик Департамента анализа и стратегического планирования закрытого акционерного общества национальной компании «Казахойл».
09.1999-12.1999. Старший аналитик Департамента управления проектами закрытого акционерного общества национальной компании «Казахойл».
12.1999-04.2002. Консультант отдела промышленности и инфраструктуры Канцелярии Премьер-министра Республики Казахстан.
04.2002-05.2003. Советник по поддержке и координации взаимоотношений с государственными органами Департамента по развитию казахстанского содержания компании «Agip KCO» (г. Астана; г. Гаага, Нидерланды).
05.2003-08.2004. Менеджер по развитию казахстанского содержания в проекте экспериментальной программы Департамента по развитию казахстанского содержания компании «Agip KCO» (г. Гаага, Нидерланды; г. Лондон).
08.2004-06.2006. Директор по развитию бизнеса ТОО «КЕР».
11.2005-06.2006. Генеральный директор ТОО «ПауэрКомм».
06.2006-11.2007. Главный эксперт группы по управлению нефтегазовыми активами акционерного общества "Казахстанский холдинг по управлению государственными активами «Самрук».
11.2007-10.2008. Советник Премьер-министра Республики Казахстан.
10.2008-10.2010. Заведующий отделом индустриально-инновационного развития Канцелярии Премьер-министра Республики Казахстан.
10.2010-08.2012. Заместитель акима Атырауской области.
08.2012-06.2014. Аким города Атырау.
2014—2016. Государственный инспектор Отдела государственного контроля и организационно-территориальной работы, Заместитель заведующего Отдела государственного контроля и организационно-территориальной работы Администрации Президента РК.
2017-10.2020. Руководитель Аппарата Мажилиса Парламента Республики Казахстан.
С октября 2020 года первый заместитель акима Атырауской области.

## Награды
Награжден орденом «Курмет» (2016), медалями «20 лет независимости РК» (2011), «20 лет Конституции РК» (2015).